# Paolo Borghi (scultore)
Paolo Borghi (Como, 2 agosto 1942) è uno scultore italiano.

## Biografia e mostre
Paolo Borghi nasce a Como il 2 agosto 1942 da padre comasco e madre mantovana. Le sue esperienze artistiche si legano alla bottega paterna, essendo figlio di un rinomato cesellatore orafo e argentiere molto noto anche negli ambienti ecclesiastici per la realizzazione di veri e propri capolavori di arte orafa. È grazie alla perizia paterna che impara tutte le tecniche del trattamento dei metalli, ed in particolar modo l’arte della lavorazione dell’oro e dell’argento.
Negli anni giovanili segue con profitto i corsi di pittura, scultura e architettura tenuti all’Accademia di Brera e al Castello Sforzesco di Milano. A partire dagli anni Sessanta decide di dedicarsi interamente alla scultura, acquistando una particolare attitudine all’utilizzo del bronzo e alla realizzazione di opere di grande dimensione. In questo periodo è impegnato in importanti lavori pubblici come il Cristo Re, monumentale scultura bronzea per la cattedrale di Esmeraldas in Ecuador, e i portali in bronzo per la chiesa dei Santi Pietro e Paolo a Rovellasca (Como).
Tiene la prima personale nel 1972 alla Galleria Cadario di Milano.
Emerge nella sua ricerca l’interesse verso il disegno e la scultura lignea.
Nel corso degli anni Ottanta riscopre l’interesse verso la classicità ed il mito, che si evidenzia nel prevalente utilizzo del marmo di Carrara.
Nel 1984 realizza le porte in rame per la basilica dei Santi Apostoli Pietro e Paolo a Milano. Seguono importanti personali allestite in prestigiose gallerie italiane quali la Galleria del Naviglio a Milano e la Galleria Apollodoro a Roma e si intensifica la sua presenza a grandi rassegne di arte contemporanea in Italia e all’estero.
Nel 1986 è invitato ad esporre alla XLII edizione della Biennale di Venezia.
Nel corso del 1987 espone a Dallas cinque monumentali sculture in marmo commissionate dalla Bell Telephone di Atlanta, successivamente cedute al Mola Center di Los Angeles. Contemporaneamente avvia un'importante collaborazione con l'architetto Philip Johnson realizzando una scultura monumentale in marmo “Apollo e Dafne” collocata nel The Crescent Building a Dallas.
Nel 1989 è invitato alla XXXI edizione della Biennale di Milano al Palazzo della Permanente. Realizza un gruppo statuario in marmo per il nuovo Palazzo dei Congressi ad Agrigento dell'architetto Crescini di Palermo.
Nel frattempo avvia un'importante collaborazione con l’architetto Paolo Portoghesi che prosegue tuttora. Per lo stesso ha già realizzato, tra l’altro, quattro grandi sculture collocate nel Centro civico culturale sociale a Poggioreale di Sicilia, un grande altorilievo in marmo nella nuova cappella “Don Rizzo” alla Chiesa Madre di Alcamo e una scultura in marmo “La Geometria” collocata nella scala d’onore di Palazzo Corrodi a Roma. 
Alla fine degli anni Ottanta sviluppa un forte interesse verso la duttilità della terracotta, riscopre così la gratificante immediatezza del gesto.
Gli anni Novanta segnano nella carriera dello scultore un'ulteriore svolta accompagnata dal crescente interesse della critica più qualificata verso il suo lavoro: Rossana Bossaglia, Maurizio Calvesi, Carlo Fabrizio Carli, Giorgio Cortenova, Enzo Fabiani, Maurizio Fagiolo dell'Arco, Flaminio Gualdoni, Italo Mussa, Elena Pontiggia, Franco Solmi, Roberto Tassi, Rolando Bellini, Paolo Portoghesi, Giorgio Seveso, Alessandro Riva, lo scrittore Giorgio Soavi, Edward Lucie-Smith, famoso poeta e fotografo nonché critico d’arte, e molte firme del giornalismo specializzato.
Tra il 1991 e il 1996 esegue ritratti in marmo dei governatori della Banca d’Italia Paolo Baffi, collocato nella sede di via Nazionale, e Guido Carli, collocato nelle Officine Carte e Valori di Pier Luigi Nervi a Roma.
Per il nuovo stadio Nereo Rocco di Trieste realizza un’imponente scultura in marmo raffigurante “Nike”. 
Partecipa alle più significative rassegne e fiere d’arte come Tokyo Art Expo, Art Basel, il Miart di Milano, l’Arte Fiera di Bologna, il FIAC di Parigi.
Nel 1991 la famiglia Malnati commissiona una statua in terracotta di San Paolo, collocata in una cappella della chiesa parrocchiale San Martino di Malnate, in ricordo del figlio Paolo.
Nel 1994 il Comune di Malnate ha commissionato un grande bassorilievo in bronzo raffigurante San Martino e il povero collocato sulla torre campanaria.
Nel 1998 esegue la nuova monetazione per la Città del Vaticano. Nell’anno successivo la medaglia ufficiale per il giubileo 2000 e la monetazione straordinaria per l’Anno Santo.
Sempre nel 1999 realizza a Paola il grande portale in bronzo della nuova basilica santuario di San Francesco di Paola, patrono della gente di mare e della Calabria, con la grande statua del Santo in marmo a cui si aggiunge nel 2001 un grande altorilievo in marmo raffigurante “l’Ultima Cena” per il presbiterio della stessa nuova chiesa. 
Nello stesso anno realizza per il Ministero dei Lavori Pubblici sei grandi ritratti in bronzo, omaggio agli urbanisti italiani del ‘900.
Nell’anno 2002, su commissione del vescovo Vincenzo Paglia, realizza in marmo i nuovi poli liturgici (altare, ambone e la sede) per il presbiterio del Duomo di Terni, per il quale nel 2005 realizza anche il crocefisso in argento, bronzo e pietre preziose.
Nel 2005 esegue il monumento funerario in bronzo dell’arcivescovo Óscar Romero, simbolo dei nuovi martiri della Chiesa, ucciso il 24 marzo 1980 a San Salvador. La tomba è collocata all’interno della Cattedrale di San Salvador. Sempre nel 2005 realizza per il Duomo di Terni, dove nel 2002 aveva già eseguito il nuovo presbiterio in marmo (l’altare maggiore, l’ambone e la sede), anche il Crocefisso in argento, bronzo e pietre preziose.
Dal 2000 ha allestito importanti personali anche negli USA, in Canada, in Olanda e a Trieste. Molto apprezzata dai collezionisti italiani ed esteri, la sua scultura ben si colloca in una dimensione tra la tradizione e la modernità, attenta alle radici classiche ma allo stesso tempo portatrice di valori nuovi e moderni.
Nel 2008 inizia un importante programma di lavoro per il museo “Cheon Jeong Gung Museum” in Corea: nell'anno 2011 colloca nello stesso museo un importante gruppo in bronzo patinato composto da 18 figure di grandi dimensioni.
Nel 2010, al Castello Reale di Racconigi, partecipa alla quinta edizione dell’esposizione biennale internazionale di scultura promossa dalla Regione Piemonte e curata dal professor Luciano Caramel intitolata “Scultura internazionale a Racconigi 2010 – Presente ed esperienza del passato”.
Nel 2011 una sua scultura in terracotta, dedicata a Galileo Galilei, è donata da Benedetto XVI alla prestigiosa Biblioteca Vaticana Sisto V.
Per la nuova chiesa di Calcata, progettata dall'architetto Paolo Portoghesi, realizza nell'anno 2013 altare, ambone e due statue dei Santi protettori San Cornelio e San Cipriano.
Nel 2015 ha iniziato a lavorare alla realizzazione di due imponenti figure in marmo di 350 cm di altezza destinate al nuovo museo Cheon Jeong Gung in Corea del Sud.
A marzo 2018 ha il prestigio di veder inaugurata una sua opera in terracotta intitolata “Al termine dell’Adolescenza” presso la celebre e rinomata fondazione Il Vittoriale degli Italiani di Gardone Riviera.
Il 14 settembre 2018 viene inaugurato a Parma un grande ritratto in bronzo di Pietro Barilla, fondatore della famosa multinazionale, in occasione del 25º anno dalla sua scomparsa.
Nel dicembre del 2018 inizia lo studio e la realizzazione dell’ambone in terracotta della nuova concattedrale di San Benedetto a Lamezia Terme progettata dall’architetto Paolo Portoghesi che verrà inaugurata a fine marzo 2019; per la medesima concattedrale realizza il crocifisso in bronzo e due altorilievi in terracotta raffiguranti la Madonna con Bambino e San Benedetto.

## Principali opere pubbliche

### 1965
- Cristo Re, bronzo monumentale (H. 6 m) che campeggia sulla facciata della Cattedrale di Esmeralda, Ecuador

### 1967
- Monumento ai Caduti, Fino Mornasco, Como

### 1969-1970
- Portali in bronzo dedicati ai Santi Pietro e Paolo, parrocchia di Rovellasca, Como

### 1982
- Monumento all’emigrante. Ulisse, scultura in bronzo, acciaio e granito, Parco Primo Maggio, Malnate, Varese

### 1984
- Porte in rame sbalzato per la Basilica dei Santi Apostoli Pietro e Paolo, Milano

### 1987
- Cinque sculture monumentali in marmo commissionate dalla Bell Telephone di Atlanta, poi cedute e collocate al Mola Center, Los Angeles, California

Apollo e Dafne, scultura monumentale in marmo statuario, The Crescent Building, architetto Philip Johnson, Dallas, Texas

### 1989
- Apollo e Dafne, marmo statuario, nuovo Palazzo dei Congressi dell’architetto Crescini, Agrigento

### 1990
- Quattro grandi marmi nella piazza progettata dall'architetto Paolo Portoghesi, Centro Civico Culturale Sociale, Poggioreale di Sicilia, Trapani

### 1991
- Paolo Baffi, ritratto in marmo dell’ex governatore della Banca d’Italia, sede di via Nazionale, Roma
- Altorilievo in marmo statuario, Chiesa Madre, cappella Don Rizzo, Alcamo, Trapani
- San Paolo, terracotta a grandezza naturale, nuova cappella di San Paolo, chiesa parrocchiale San Martino – Malnate

### 1992
- Nike, monumentale scultura in marmo, Piazzale Valmaura prospiciente il nuovo stadio “Nereo Rocco”- progettazione dello studio Celli Rognoni - Trieste
- La Geometria, scultura in marmo statuario, collocata nella scala d’onore di Palazzo Corrodi a Roma

### 1994
- Guido Carli, ritratto in marmo, Officine Carte Valori, della Banca d’Italia, Roma
- Ritratto di Paolo Baffi, presso sede centrale della Banca d'Italia
- Il Costruttore, bronzo, Malnate, Varese
- La grande scogliera, scultura in bronzo, comune di Gorla Maggiore, Varese
- San Martino, pannello in bronzo posto sulla torre campanaria della chiesa parrocchiale di Malnate, Varese

### 1998
- Nuova monetazione per la Città del Vaticano

### 1999
- Medaglia ufficiale per il Giubileo del 2000
- Moneta straordinaria da 2.000 Lire per l’Anno Santo
- Portale in bronzo e marmo della nuova basilica di San Francesco di Paola, Paola, architetto Sandro Benedetti

### 2000
- L’Immacolata, statua in terracotta per la cappella esterna del Centro “Cascina San Martino”, Noceto, architetto Paolo Zermani.

### 2001
- Sei ritratti in bronzo. Omaggio ai maggiori urbanisti Italiani del Novecento, Ministero dei Lavori Pubblici, Roma
- L’ultima cena, grande altorilievo in marmo per il presbiterio della nuova Chiesa del Santuario di S. Francesco di Paola, Paola, Cosenza.

### 2002
- Nuovo presbiterio in marmo (altare, ambone, cattedra) del Duomo di Terni
- Vento di Primavera, scultura in bronzo, Piscine Monte Bianco, Verona.

### 2005
- Monumento funerario, tomba dell’arcivescovo martire Óscar Romero, scultura in bronzo collocata nella Cattedrale di San Salvador, El Salvador
- Statua del beato padre Spinelli, bronzo, Istituto Suore Adoratrici del Santissimo Sacramento, Cremona

### 2006
- Grande Croce in argento, bronzo e pietre preziose per il Duomo di Terni

### 2007
- Grande scultura in marmo per il Centro Logistico di Villa Spada della Guardia di Finanza, Roma

### 2008
- Beato Luigi Monza, marmo, Duomo di Milano

### 2009
- Per la nuova chiesa di Calcata, progettata dall’architetto Paolo Portoghesi realizza in terracotta l’altare, una grande statua del

Cristo Risorto e sculture in terracotta raffiguranti i Santi Cornelio e Cipriano

### 2010
- Per la chiesa parrocchiale di Gorla Maggiore realizza un grande crocifisso in argento, bronzo e pietre preziose.

### 2011
- Colloca nel museo Cheon Jeong Gung Museum in Corea del Sud un importante gruppo scultoreo in bronzo composto da 18 figure di grandi dimensioni.

### 2012
- Per la Chiesa abbaziale cistercense San Bernardo di Fontevivo (PR) realizza in pietra di Saltrio altare, ambone e fonte battesimale.

### 2012-2013
Per la nuova chiesa di Calcata progettata dall'architetto Paolo Portoghesi realizza in terracotta l’ambone.

### 2014
- Beato Padre Spinelli statua in terracotta, Santuario di Caravaggio

### 2015
- Due imponenti figure in marmo per il nuovo museo Cheon Jeong Gung in Corea del Sud

### 2017
- Cristo Risorto - statua in bronzo rappresentante la "Resurrezione" collocata al centro dell'abside della chiesa parrocchiale di Gurone - Malnate

### 2019
- Per la nuova concattedrale di Lamezia Terme progettata dall’architetto Paolo Portoghesi realizza in terracotta ambone e due altorilievi raffiguranti rispettivamente Madonna con Bambino e San Benedetto; in bronzo un crocifisso.